# Comuna Zolotolîn, Kostopil
Zolotolîn (în ucraineană Золотолин) este o comună în raionul Kostopil, regiunea Rivne, Ucraina, formată din satele Komarivka, Trosteaneț și Zolotolîn (reședința).

## Demografie
Componența lingvistică a comunei Zolotolîn
     Ucraineană (99,22%)
     Alte limbi (0,77%)
Conform recensământului din 2001, majoritatea populației comunei Zolotolîn era vorbitoare de ucraineană (99,22%), existând în minoritate și vorbitori de alte limbi.